# 失踪白人女性综合征
失踪白人女性综合征是社会科学家和媒体评论员使用的一个术语，指媒体（尤其是电视媒体）更倾向于对涉及年轻、有魅力、白人、中上阶层女性或女孩的失踪案件进行报道，而相较而言，非白人、较低社会阶层的女性以及男性或男孩的失踪案件则相对缺乏关注。该词虽然产生于人口失踪案件的背景之下，但有时也用于报道其他暴力犯罪。这一现象在美国、加拿大、英国、澳大利亚、新西兰等其他以白人为主的国家以及南非都较为突出。
广泛认为新闻主播格温·伊菲尔是失踪白人女性综合征这一短语的发明人。查尔顿·麦基尔韦恩将失踪白人女性综合征定义为“白人女性作为暴力犯罪受害者在新闻媒体报道中扮演特权角色”，并将该综合征假定为美国文化意象中的一种种族阶层。爱德华多·博尼利亚-席尔瓦将失踪白人女性综合征中的种族构成归类为“种族语法的一种形式，白人優越主義通过这种形式被内隐的，甚至无形的标准正常化”。
这一现象导致了一系列严厉打击犯罪措施的采取，主要针对人群为政治右派，这些措施以那些失踪后又被发现受到伤害的白人女性命名。除了种族和阶级之外，在确定失踪女性新闻的报道价值时，所谓的吸引力、体型和年轻程度等因素也被认为是不公平的标准。对失踪黑人女性的新闻报道更倾向于关注受害者的问题，如虐待男友、犯罪史或吸毒等要素，而对白人女性的报道往往侧重于她们作为母亲、女儿、学生和社区贡献者的角色。